# Stephan von Wohlleben

Stephan Edler von Wohlleben

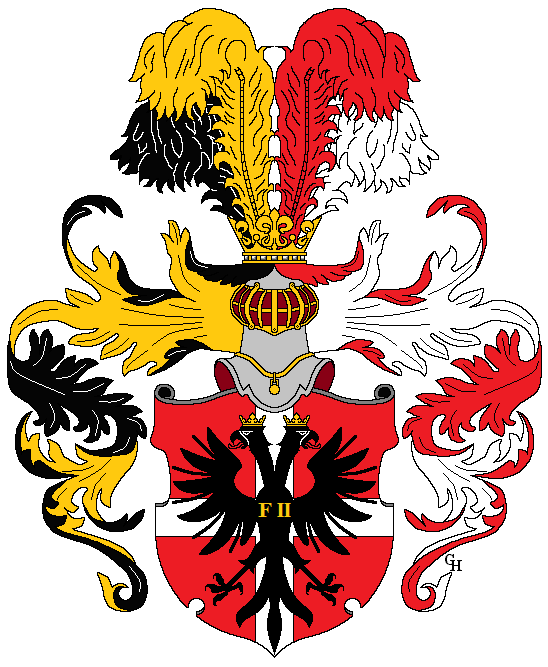
Wappen von Wohlleben, 1801

Stephan Edler von Wohlleben (* 1751 in Wien; † 30. Juli 1823 ebenda) war ein österreichischer Beamter und Bürgermeister von Wien.
Von Wohlleben wurde als Sohn des evangelischen Regimentsprofosen Johann Friedrich Christian Wohlleben und dessen Gattin Franziska 1751 in Wien geboren. Er verwaiste früh und wurde im Chaos’schen Waisenhaus in Wien erzogen und im Baufach ausgebildet. 1771 trat er als Accessist ins städtische Unterkammeramt ein. Am 7. November 1778 heiratete er Theresia geb. Schober (1755–1822). 1789 wurde von Wohlleben durch besondere Leistungen Magistratsrat.
Als „Edler von“ wurde er 1801 von Kaiser Franz II. in den erblichen österreichischen Adelsstand erhoben. Ab dem 30. Oktober 1804 übernahm er das Amt des Bürgermeisters von Wien. In seiner Amtsperiode wurde Wien von den französischen Besatzungen 1805 und 1809 schwer in Mitleidenschaft gezogen. Tiefpunkt seiner Karriere war die Übergabe der Schlüssel der Stadt an Napoleon 1809. Der folgende Staatsbankrott verursachte für die Stadt große Belastungen durch Polizeiaufgaben und die Armenbetreuung. In seiner weiteren Amtszeit fallen u. a. die Finanzkrise des Jahres 1811, der Wiener Kongress und die Gründung der Österreichischen Nationalbank 1816.
Bis zu seinem Tod am 30. Juli 1823 blieb er Bürgermeister der Stadt. Seine Ruhestätte fand er im Grabmalhain des Währinger Parks.
Bereits im Jahr 1801 wurde in Wiens 4. Bezirk Wieden die Wohllebengasse nach ihm benannt. Er war u. a. Kaiserlicher Rat, Wirklicher Regierungsrat, Träger des Stephans-Ordens sowie Ehrenmitglied der Akademie der bildenden Künste. Im heutigen Rathaus erinnert eine Statue von Viktor Tilgner an ihn.

## Wappen
Das verliehene Wappen kombiniert das Wiener Kreuzschild mit dem kaiserlichen Doppeladler. Das Monogramm auf der Brust des Doppeladlers ist das von Kaiser Franz II.